# Kész Zoltán
Ifj. Kész Zoltán (Veszprém, 1974. január 22. –) magyar politikus, angoltanár, tankönyvszerző, sportriporter, 2014 és 2018 között országgyűlési képviselő.

## Magánélete, munkahelyei
Tősgyökeres veszprémi kereskedőcsaládba született, s jelenleg is ott él. 1997-ben végzett az ELTE angol szakán, ezután 2003-ig tanárként dolgozott a balatonalmádi Magyar–Angol Tannyelvű Gimnáziumban (ahol korábban érettségizett), 2003–2005 között a Veszprémi Egyetemen, 2005-ben az ELTE amerikanisztika szakán, majd 2011-ig a Padányi Katolikus Iskolában.
2000–2001-ben a Fulbright-program keretében amerikai történelmet tanított Kaliforniában. 2006-ban hat hónapig pedagógiát tanult Buffalóban. Első európaiként 2012-ben végezte el az Atlas Economic Research Foundation Think Tank MBA és Vezetőképző Akadémiáját. Az Egyesült Államokban ismerte meg a klasszikus liberális gondolkodók munkáit és a szabadpiaci közgazdászok elméleteit.
1995-ben a Komlósi Oktatási központban újságírói végzettséget szerzett. 2009-ben elvégezte a BME közoktatás-vezetői szakát.
Öt angoltankönyv társszerzője. A veszprémi Rádió Jam sportfőszerkesztője és a Veszprém TV külsős munkatársa volt.
Első házasságából 2001-ben, második házasságából 2014-ben született egy-egy fia. Korábban kézilabdázott, jelenleg a veszprémi férficsapat törzsszurkolója.

## Közéleti, politikai tevékenysége
A Polgári Platform egyesület alapítója és elnöke, a Szabad Piac Alapítvány igazgatója. A veszprémi Amerikai Kuckó (American Corner) igazgatója volt. 2020 őszétől operatív igazgatója a Civitas Intézetnek és egyben szerkesztője a régió egyik népszerű online újságjának, a Central European Affairsnek.
2004-ben rövid ideig tagja volt a Fidesznek. Ezalatt a Fidelitas veszprémi csoportja elnökének is megválasztották.
2014 végén függetlenként, az MSZP, a DK, az Együtt – a Korszakváltók Pártja, a PM, a Magyar Liberális Párt, a MoMa és a Lokálpatrióták támogatásával indult a Navracsics Tibor távozása miatt megüresedett Veszprém megyei 1. sz. országgyűlési egyéni választókerületének parlamenti képviselői mandátumára kiírt veszprémi időközi választáson, amit 44,76%-os részvétel mellett, a szavazatok 42,66%-ával megnyert, ezzel országgyűlési képviselői mandátumot szerzett.
2018. április 6-án, az országgyűlési választáson vereséget szenvedett Ovádi Pétertől, a Fidesz-KDNP jelöltjétől, aki 25 920 szavazatot szerzett (48,75%) Kész Zoltánnal szemben, aki 16 688 szavazatot kapott (31,39%).
A 2018 őszén alakult Mindenki Magyarországa Mozgalom vidékért felelős alelnöke.

### Vitatott kijelentései a blogján
Konzervatív is vagyok, mert hiszek a hagyományokban, de azt is vallom, hogy a hagyományok megtartása nem jelenti azt, hogy azok esetleg teljesen változtathatatlanok. Hiszem, hogy nincs szükségünk ekkora politikai garnitúrára, parlamentre. Nem hiszek az általános választójogban, mert amíg a nem adózó szavazata egyezik az adózóéval, addig csak a demagógia és a populizmus uralja a politikai kultúrát vagy kulturálatlanságot.
Republikánus is vagyok, mert nem hiszem, hogy mindent a gazdagoknak kéne fizetni, s közben az ország fele meg segélyekből éljen.
Radikális is vagyok, mert nem hiszek a segélyezésben, sőt még az esélyegyenlőségben sem. Biztos, hogy szépen hangzik ez az egyenlősdi, de értsük már meg, hogy olyan sosem lesz, hogy mindenki egyenlő. Egyszer már megpróbáltuk. Nem sikerült. Most is annak a levét isszuk. Aki egyenlő akar lenni, elmehet Észak-Koreába. Ott mindenki egyenlően szegény, kivéve a komcsi pártvezetést. Eltiltanék mindenkit a politizálástól, aki 1990 előtt bármilyen politikai pozícióban volt. Nem engedném, hogy fiatal, munkát még messziről sem ismerő emberek bármilyen képviselőséget vállaljanak.
De mindegy is. Nem is érdekes, hogy én milyen identitászavarban szenvedek. De mit szóljon a muzulmán hitet valló, magyar feleséggel rendelkező, itt dolgozó és adózó, segélyt még hírből sem ismerő állampolgár? Pedig, hogy lehet, hogy hasznosabb tagja a magyar társadalomnak, mint aki segélyért szül gyereket, aki anélkül lehet Európa Parlamenti képviselő, hogy életében huzamosabb ideig dolgozott volna, vagy akár aki politikai befolyását kihasználva korrumpálódik, hazudik és csal.
A politikus a blogot azóta törölte, de a Magyar Nemzet 2015. február 4-én idézett belőle. Ezt követően a Fidesz felszólította a baloldali pártokat, hogy tegyék világossá álláspontjukat a kijelentésekkel kapcsolatban. Az MSZP szerint Némedi Lajos, a Fidesz veszprémi jelöltje vállalhatatlan, mert ő képviseli azokat a „gaztetteket”, amit a kormánypárt eddig mondott és tett. Kész Zoltán szerint összehangolt lejárató kampány indult a személye ellen, és úgy nyilatkozott, hogy az őt támogató pártvezetők tudták, hogy mit gondol a világról, az idézetek pedig szövegkörnyezetükből kiragadottak.

### Állítólagos valótlan tényállítást tartalmazó kijelentése körüli vita
2015. február 1-jén, a Kossuth téren megtartott Tavasz jön – Orbán megy! tüntetésen a február 22-i időközi választásról azt mondta, hogy „A Fidesznek van 11 jelöltje, 11 különböző mezben. Kamujelöltekkel és az ellenzéki szavazók megosztására készülő kalandorokkal állt fel a fideszes csapat.” A kijelentésről – a Magyar Munkáspárt beadványa alapján – a Nemzeti Választási Bizottság (NVB) 2015. február 12-i határozatában megállapította, hogy az valótlan ténymegállapítást tartalmaz, ezáltal megsértette a választási eljárásról szóló törvény előírásait. Az NVB eltiltotta Készt a további jogsértéstől. A Kúria az NVB határozatát helyben hagyta. Ezután Kész panasszal az Alkotmánybírósághoz fordult, mely egyhangú döntéssel megsemmisítette a Kúria határozatát. Az Alkotmánybíróság szerint „a közszereplők egymás közti kontextusában kell értelmezni és megítélni a véleménynyilvánítási szabadságot, illetve annak korlátait.”